# Доктор Ріє
Доктор Ріє (Бернар Ріє) – головний герой роману «Чума», місцевий лікар, він же оповідач подій, що відбуваються в романі. Ріє стоїчно бореться з епідемією чуми, в образі якої Камю показав будь-яке стихійне лихо, тобто прояв загального Зла.

## Цитата з твору
«На вигляд років тридцяти п’яти. Ріст середній. Широкоплечий. Лице майже квадратне. Очі темні, погляд прямий, вилиці видаються. Ніс великий, правильної форми. Волосся темне, стрижеться дуже коротко. Рот чітко змальований, губи пухкі, майже завжди щільно стиснуті. Схожий трохи на сицилійського селянина – такий же засмаглий, з синяво чорною щетиною і до того ж ходить завжди в темному, втім, йому це йде. Хода швидка. Переходить через вулицю, не сповільнюючи кроку, і майже кожен раз непросто ступає на протилежний тротуар, а легко сплигує на узбіччя. Машину водить неуважно і дуже часто забуває відключити стрілку повороту, навіть повернувши в потрібному напрямку. Ходить завжди без капелюха. Вигляд людини добре обізнаного ». 

## Опис
У романі герой думає про оточуючих, він воліє говорити «ми», а не «я», відчуваючи свою прилученість до доль інших людей. На додачу Ріє вже не «сторонній», а «свій», «місцевий». Ніхто, крім нього, лікаря, не розкаже достовірно про епідемію чуми. Лікар соціальний за родом своїх занять: неможливо уявити собі лікаря, який «усунувся» від людей. Ріє поспішно попереджає читача, що постарається бути точним. Саме тому він посилається на «документи», на «свідчення». Ріє – практик, «лікуючий лікар». У цьому його сила, в цьому і його слабкість. Він та інші, йому подібні, – не герої, а «санітари». У них немає ідей, немає ні найменшого бажання здійснювати що-небудь героїчне. Більше того, героїзм, ідеї, ідеали, претензії на перебудову світу – все це здається «санітарам» Альбера Камю чимось небезпечним. Від ідей у творі Камю відхрещується, як від чуми. Справжньою суттю буття залишається для автора невиліковність зла. Адже чума – це не тільки символічний образ війни і фашизму, а й ще одне уособлення абсурдності навколишнього світу. Ріє схожий на Сізіфа, якому Камю присвятив філософське есе «Міф про Сізіфа». Ріє проявляє терплячість і твердість у боротьбі з чумою – найбільшим злом. Він урешті-решт приходить до ідеї незнищенності чуми, тобто Зла, але лікує людей. Лікує, хоча його не очікує легка перемога. Можливо – цієї перемоги ніколи і не буде. І його нелегка ноша, то тягар, який він несе кожен день, покотиться вниз, як тільки Ріє досягне вершини. 